# مينامي-أربوسو (ياماناشي)
مدينة مينامي-أربوسو (بالإنجليزية: Minami-Alps) هي أحد المدن التابعة لمحافظة ياماناشي. تأسست رسميًا في 01/04/2003. ويقدر عدد سكانها بـ 72295 نسمة حسب تقدير مكتب الإحصاء الياباني لعام 2012. تبلغ مساحة مينامي-أربوسو 264.06 كم2. بكثافة سكانية تبلغ 274 نسمة/كم2.